# Piment banane

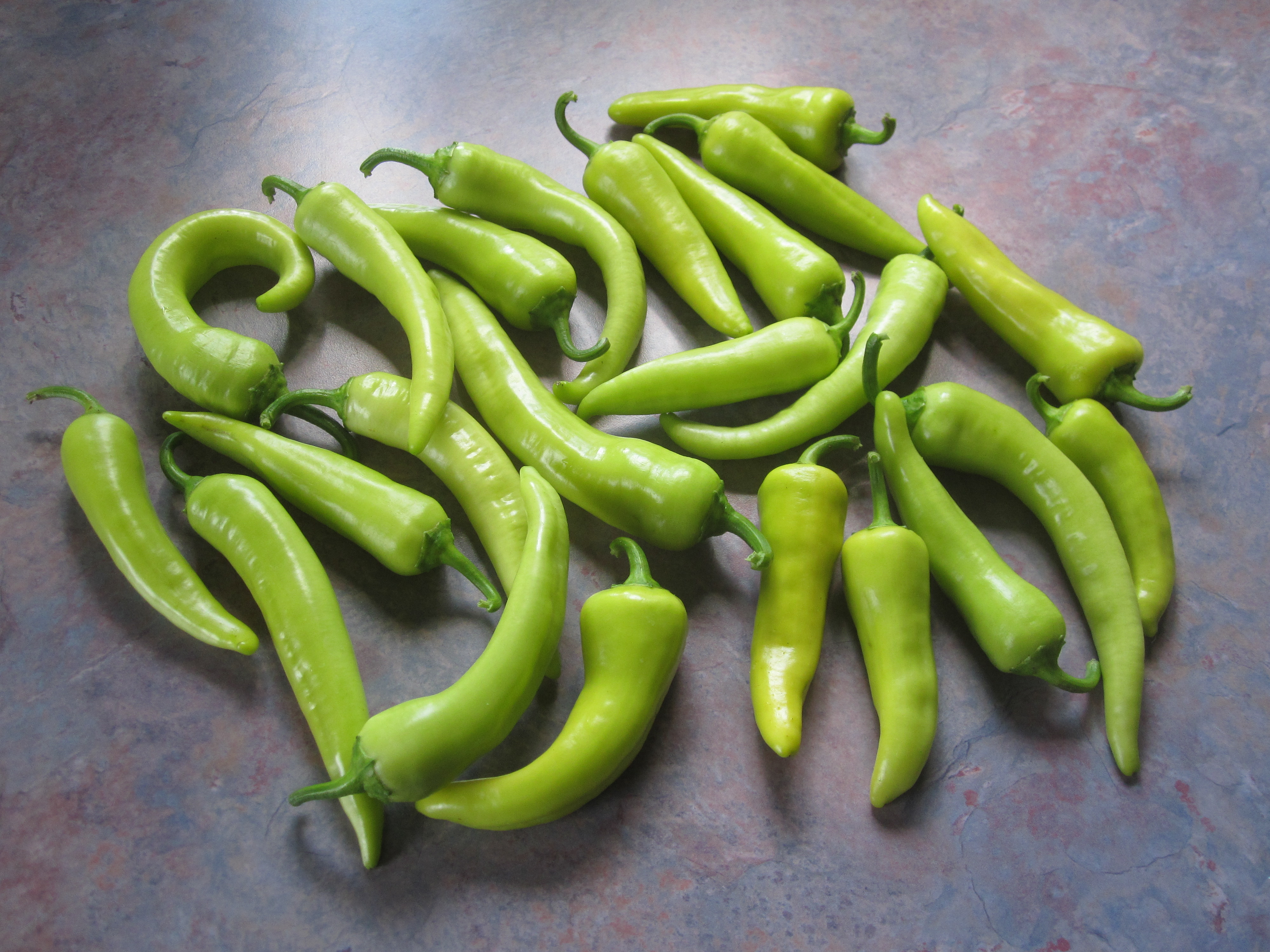
Piment banane

Le piment banane est une variété de piment doux. Le fruit à la chair très épaisse est en forme de banane. Il est issu de divers cultivars de Capsicum annuum, notamment le cultivar Capsicum annuum cv. 'Hungarian Wax'.
Le piment banane (également connu sous le nom de piment jaune) est un membre de taille moyenne de la famille des piments qui a un goût doux et acidulé. Bien qu'il soit typiquement jaune vif, il est possible qu'il devienne  en mûrissant vert, rouge ou orange. Il est utilisé souvent mariné, farci ou utilisé comme ingrédient brut dans les aliments. Sa saveur n'est pas très piquante (0-500 unités Scoville) et, comme c'est le cas pour la plupart des poivrons, sa force dépend de la maturité du poivron, les plus mûrs étant plus doux que les plus jeunes.

## Nomenclature
Un fruit mûr mesure environ 5 à 8 cm de long, a une forme incurvée et une couleur jaunâtre semblable à celle d'une banane, d'où le nom commun de ce fruit. Les friggitelli (pepperoncini) sont souvent appelés à tort poivrons bananes. Les variétés piquantes de poivrons bananes sont appelées poivrons cireux hongrois.

## Culture

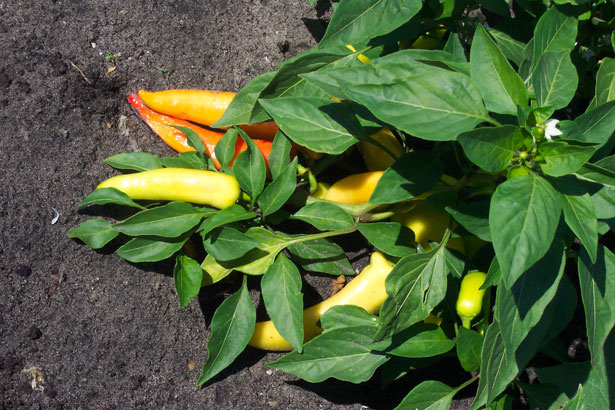
Plante de piment banane

La plante a besoin de plein soleil, comme les autres variétés de Capsicum annuum, et doit être traitée comme la plupart des autres plantes de la famille des poivrons. Les plantes peuvent être cultivées à partir de graines et de boutures. Une plante mature atteindra 30 à 60 cm de haut et peut être cultivée dans de nombreux climats, mais préfère les climats plus chauds. Les cultivars comprennent Early Sweet Banana, Hungarian Yellow Wax, Long Sweet Yellow, Sweet Banana et Sweet Hungarian.

## Informations nutritionnelles
Les poivrons de banane crus contiennent 92 % d'eau, 5 % de glucides et une quantité négligeable de graisses et de protéines (tableau). Ils sont de riches sources de vitamine C, contenant 100% de la valeur quotidienne (VQ) dans une quantité de référence de 100 grammes. La vitamine B6 est présente en quantité substantielle, soit 28 % de la valeur quotidienne, et aucun autre micronutriment n'est présent en quantité appréciable.

## Modes de présentation
- Les poivrons bananes marinés sont généralement vendus en tranches et utilisés pour garnir les pizzas, les sandwichs et la salade grecque[3].
- Les poivrons banane marinés et farcis sont souvent inclus dans les barres d'antipasto remplies de prosciutto et/ou de fromage.
- Les poivrons bananes farcis sont servis chauds avec une variété de saucisses et de fromages italiens.
- Les poivrons de banane hachés ou en dés sont utilisés dans de nombreuses relishs et salsas pour ajouter de la douceur, tandis que d'autres poivrons apportent du piquant.
- Les poivrons bananes peuvent être mis en gelée avec d'autres poivrons verts piquants comme les jalapeños.